# 사이타마 신도시 교통 이나선
사이타마 신도시 교통 이나 선(일본어: 埼玉新都市交通伊奈線)은 사이타마 신도시 교통의 유일한 철도 노선이다. 일본 사이타마현 사이타마시 오미야구에 위치하는 오미야역과 기타아다치군 이나정에 위치하는 우치주쿠 역을 잇는다.
애칭은 뉴셔틀(New Shuttle)이다.

## 역사
- 1983년 12월 22일: 오미야 - 하누키 구간이 개통.
- 1990년 8월 2일: 하누키 - 우치주쿠 구간이 개통.
- 2007년 3월 18일: 스이카 도입

## 차량

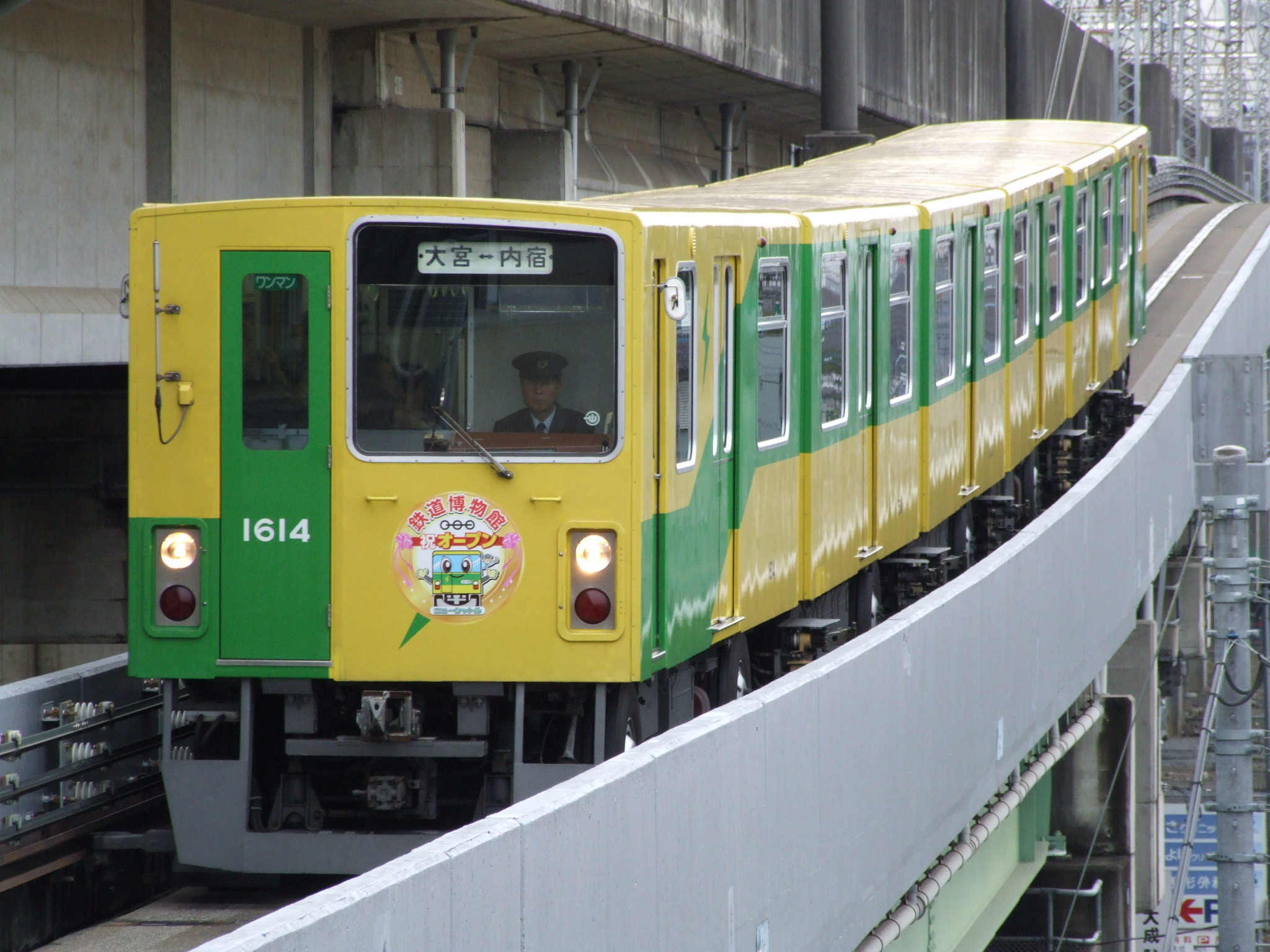
1000계
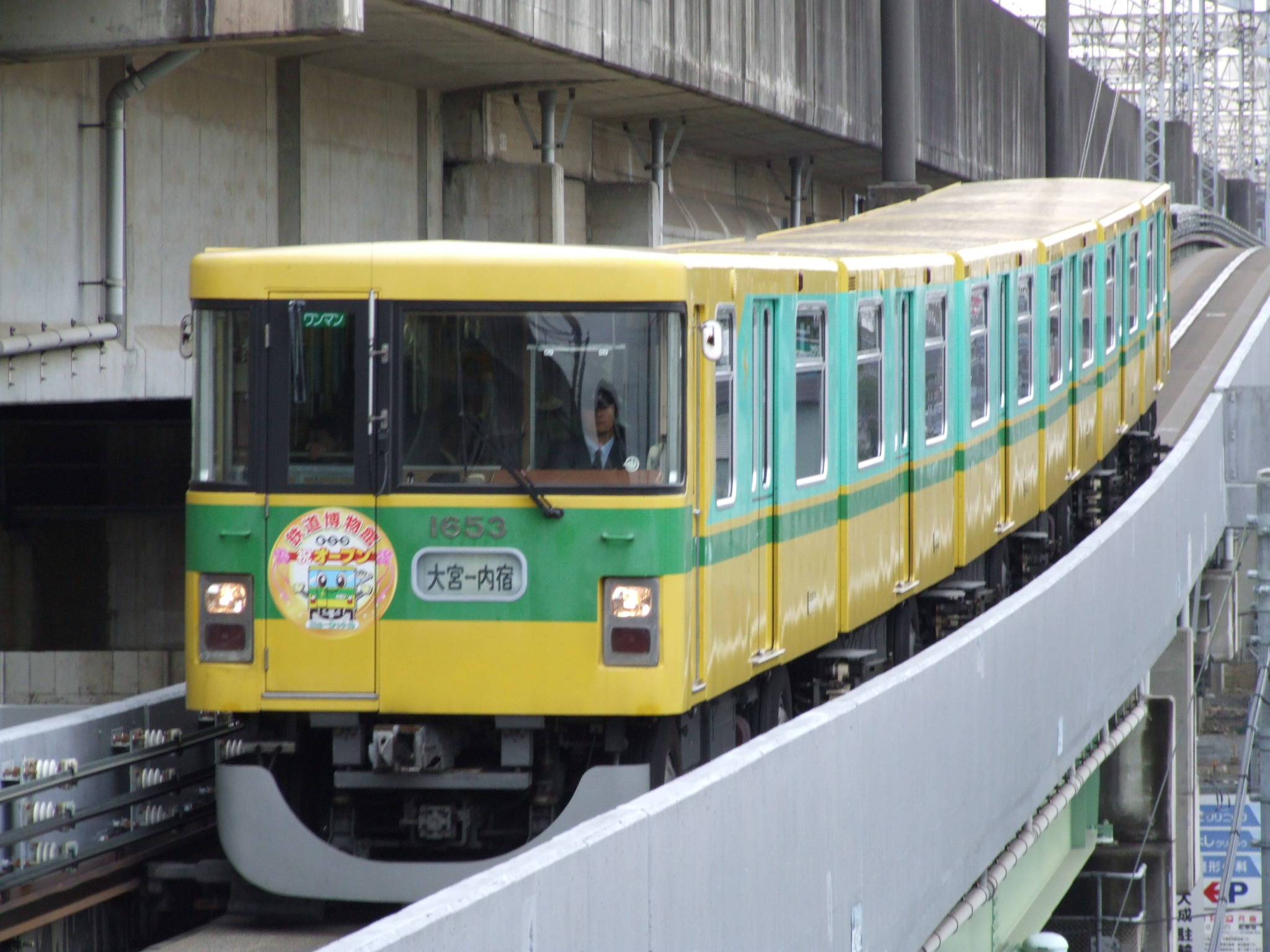
1050계
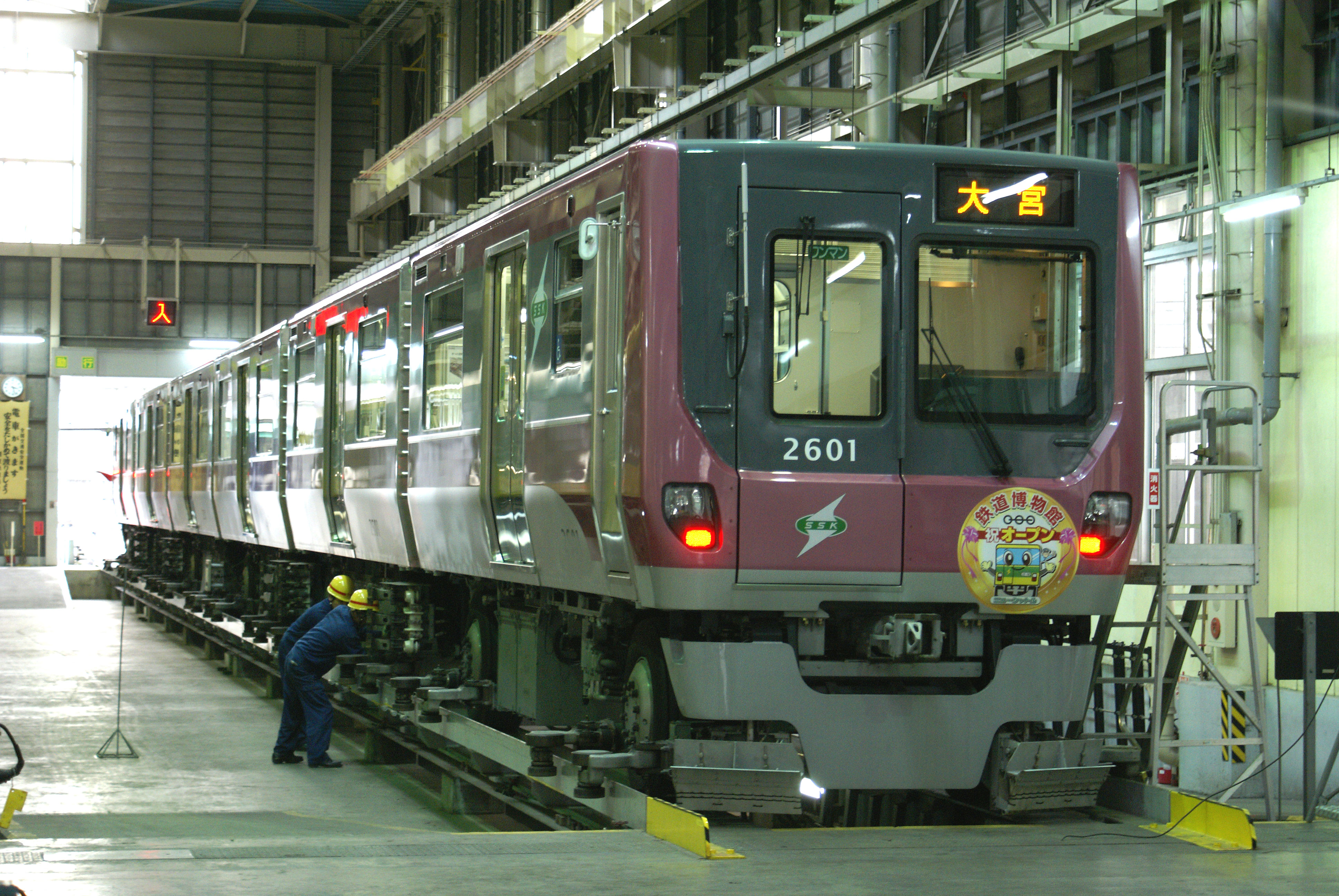
2000계

- 1000계
- 1050계
- 2000계

## 역 목록
| 역 이름            | 일본어 이름      | 영업 거리 (km) | 접속 노선 | 소재지     | 소재지     | 소재지   |
| ------------------ | ---------------- | -------------- | --- | ---------- | ---------- | -------- |
| 오미야             | 大宮             | 0.0            | 도호쿠 신칸센, 조에쓰 신칸센 도호쿠 본선(우쓰노미야 선, 게이힌 도호쿠 선, 사이쿄 선) 다카사키 선, 가와고에 선, 도부 철도 노다 선 | 사이타마현 | 사이타마시 | 오미야구 |
| 철도박물관(오나리) | 鉄道博物館(大成) | 1.5            | | 사이타마현 | 사이타마시 | 오미야구 |
| 가모노미야         | 加茂宮           | 3.2            | 기타구 | 사이타마현 | 사이타마시 |          |
| 히가시미야하라     | 東宮原           | 4.0            | 기타구 | 사이타마현 | 사이타마시 |          |
| 곤바               | 今羽             | 4.8            | 기타구 | 사이타마현 | 사이타마시 |          |
| 요시노하라         | 吉野原           | 5.6            | 기타구 | 사이타마현 | 사이타마시 |          |
| 하라이치           | 原市             | 6.4            | 아게오시 | 아게오시   |            |          |
| 쇼난               | 沼南             | 7.2            | 아게오시 | 아게오시   |            |          |
| 마루야마           | 丸山             | 8.2            | 기타아다치군 | 이나정     |            |          |
| 시쿠               | 志久             | 9.4            | 기타아다치군 | 이나정     |            |          |
| 이나 중앙          | 伊奈中央         | 10.5           | 기타아다치군 | 이나정     |            |          |
| 하누키             | 羽貫             | 11.6           | 기타아다치군 | 이나정     |            |          |
| 우치주쿠           | 内宿             | 12.7           | 기타아다치군 | 이나정     |            |          |